# Ardis (general)
Ardis (en grec antic Ἃρδυς) fou un general selèucida que va dirigir l'ala dreta de l'exèrcit d'Antíoc III el Gran a la batalla contra Moló de Mèdia l'any 220 aC que va posar fi a la seva revolta i la del seu germà Alexandre de Persis. També es va destacar el mateix any al setge de Selèucia de Piera, contra els egipcis. En parla Polibi.